# Viella (Gers)
Viella – miejscowość i gmina we Francji, w regionie Oksytania, w departamencie Gers.
Według danych na rok 1990 gminę zamieszkiwało 580 osób, a gęstość zaludnienia wynosiła 26 osób/km² (wśród 3020 gmin regionu Midi-Pireneje Viella plasuje się na 532. miejscu pod względem liczby ludności, natomiast pod względem powierzchni na miejscu 492.).